# Anna Lapini
Anna Maria Fiorelli Lapini, conocida como Anna Lapini (Florencia, 27 de mayo de 1809 - Florencia, 15 de abril de 1860), fue una religiosa italiana, fundadora de la Hermanas Franciscanas de los Sagrados Estigmas (Sororum Franciscalium a Sacris Stigmatibus). Su causa de beatificación fue presentada el 23 de enero de 1918.

## Biografía
Anna Maria nació en Florencia en el popular barrio de Santa Croce en el seno de una familia de origen modesto. Su padre, Giuseppe Fiorelli, era peluquero y su madre, Rosalinda Pecorai, costurera. Quinta de once hijos, incapaz de ingresar en un instituto religioso por la pobreza de la familia, se casa el 18 de febrero de 1833 con su compañero de infancia Giovanni Lapini, quien muere en 1842 dejándola viuda a los 35 años.
Tras la muerte de su marido, Anna Maria se trasladó al popular barrio de San Niccolò, viviendo en la pobreza y ayudando a los humildes ya los que sufrían. En 1844 comenzó su actividad docente dirigida a las niñas pobres de Florencia en tres habitaciones pertenecientes a la familia Ducci en las afueras de Porta San Miniato. La actividad docente de Anna tuvo mucho éxito entre los habitantes más pobres del barrio, tanto que al año siguiente, 1845, se mudó a una casa más grande, Casa Ciolli, también conocida como Casa del Crocifisso.
En 1846 Anna, junto con seis compañeros, encontró alojamiento en la villa Fantina, alquilada por los escolapios, y luego en 1873 donada al instituto por Monseñor Vincenzo Rosselli Del Turco, donde abrió una escuela para educar a los pobres y desfavorecidos. chicas. Es precisamente en la capilla de la villa donde Anna, el 17 de mayo de 1846, viste el hábito religioso de la Tercera Orden de San Francisco asumiendo el nombre de Sor Anna.
El 18 de mayo de 1850, en la víspera de Pentecostés, fundó el instituto de las Hijas Pobres de los Sagrados Estigmas de San Francisco de Asís, más tarde llamado por todos los florentinos "Stimmatine", nombre, este último, todavía en uso hoy. El instituto fue aprobado por el Vaticano el 23 de julio de 1855 con carácter provisional y con carácter definitivo el 19 de septiembre de 1888. En 1855 sor Anna profesó oficialmente los votos religiosos.
Gravemente enferma de cáncer, murió durante un retiro en el instituto Portico, conocido como Santa Maria della Neve, el 15 de abril de 1860.

## Actividad educativa
El objetivo inicial de Anna Lapini era proporcionar una educación cristiana a jóvenes huérfanos y niñas de familias desfavorecidas. Gracias también a Pietro Montelatici, párroco de la iglesia de San Leonardo in Arcetri, Anna hace de este intento su principal misión.
De las seis niñas que Anna educa en Casa Ciolli pasamos rápidamente a las más de 90 que las Estigmatinas acogen en la Fantina. El Instituto comienza a organizarse: con la ayuda del franciscano Andrea da Quarata y el apoyo de los Padres Escolapios. Anna y sus compañeras abrieron otras oficinas: en 1853 las monjas Estigmatinas se hicieron cargo de diez institutos que acogieron a más de 1200 niñas.
Hacia principios del siglo XX, Fantina abrió una residencia de estudiantes cuyo propósito era formar a los religiosos que deseaban ingresar a la congregación. La actividad didáctica y educativa continuó: en mayo de 1953, cuando la orden estaba bajo la dirección de la Madre General Sor Bernardina Banchelli, quien había pasado toda su vida educando a las niñas, llegó el primer reconocimiento oficial del instituto de enseñanza, luego el de la Escuela Media. y en 1957 el de la Escuela Primaria. En 1985 finaliza la experiencia del instituto de enseñanza y comienza la de la escuela infantil.
Actualmente la obra educativa de las Hermanas Estigmatinas, a través de la creación de escuelas e institutos, está muy difundida, al igual que en Italia, en todo el mundo.